# Крепость-Кондурча
Крепость-Кондурча — село в Шенталинском районе Самарской области России. Входит в сельское поселение Старая Шентала.

## География
Крепость-Кондурча расположена на юго-западе района и северо-востоке области, у границы с Сергиевским районом, в 17,5 км юго-западнее райцентра Шентала (там же ближайшая железнодорожная станция Шентала) и в 140 км от Самары. Через село протекает река Кондурча, высота над уровнем моря: 124 м. Ближайшие населённые пункты — Рыжевой, Токмакла, Старая Шентала, Кутузовский, Васильевка.

## Этимология
Крепость-Кондурча берет свое название от речки Кондурча. В переводе с чувашского Хантарча, Хантар — бобр, река «Хантарчшыв» то есть река которая богата бобрами.

## История

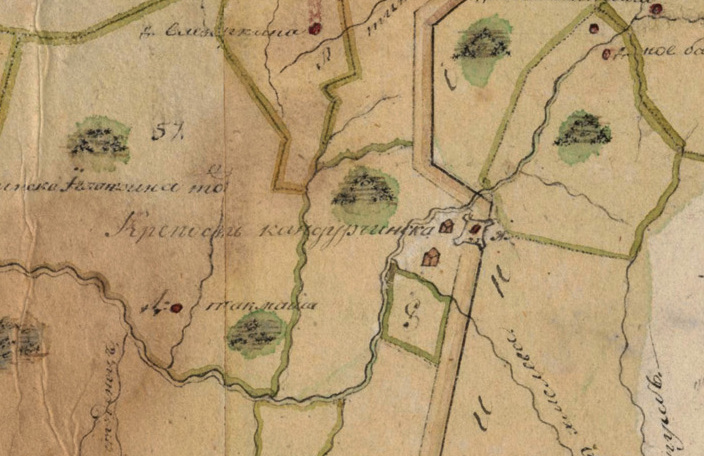
Крепость Кондурча, 1771 год, карта Самарская линия

Крепость-Кондурча была основана в 1742 году. Сюда были переведены отставные солдаты в избежание нищенства и бродяжничества из Закамских пригородов. Переселенцы получали 10 −15 десятин на семью, необходимые орудия, ссуду деньгами и хлебом на проезд и обзаведение. Крепость-Кондурча входила в состав Ново-Закамской оборонительной линии как оборонительное укрепление.

## Население
| Численность населения | Численность населения | Численность населения | Численность населения | Численность населения | Численность населения | Численность населения |
| --------------------- | --------------------- | --------------------- | --------------------- | --------------------- | --------------------- | --------------------- |
| 1750                  | 1859                  | 1890                  | 1900                  | 1910                  | 1920                  | 2010                  |
| 341                   | 625                   | 1256                  | 1100                  | 953                   | 1257                  | 261                   |

## Инфраструктура
В селе имеется почтовое отделение 446914, Крепость-Кондурчинский сельский Дом культуры, построенный в 1965 году, автономная котельная с двумя котлами, построенная в 2002 году, башня Рожновского, построенная в 1989 году.

## Исторические памятники

### Крепость Кондурча II, селище
Памятник находится на надпойменной террасе правого берега р. Кондурча, правого притока р. Сок. Площадь селища составляет 6,7 га. В 2001 г. производились исследования экспедицией СОИКМ им. П. В. Алабина под руководством Д. А. Сташенкова. Общая площадь раскопов составила 276 м². Над вымосткой обнаружены развалы сосудов. Основная часть керамики не орнаментирована. Украшенные защипами и насечками венчики единичны. По целому ряду признаков поселенческий материал селища близок комплексам селищ Сиделькино II и Тимяшево I. Он сопоставим также с керамическим комплексом киевской культуры. Наиболее вероятная дата памятника: III—V вв. н. э. В лаборатории университета Брок (Канада) выполнен радиоуглеродный анализ образца угля из сооружения селища. Некалиброванная дата: 1660 ±50 лет (то есть 290 г. н. э. ± 50 лет).

### Колокольня (близ валов крепости)

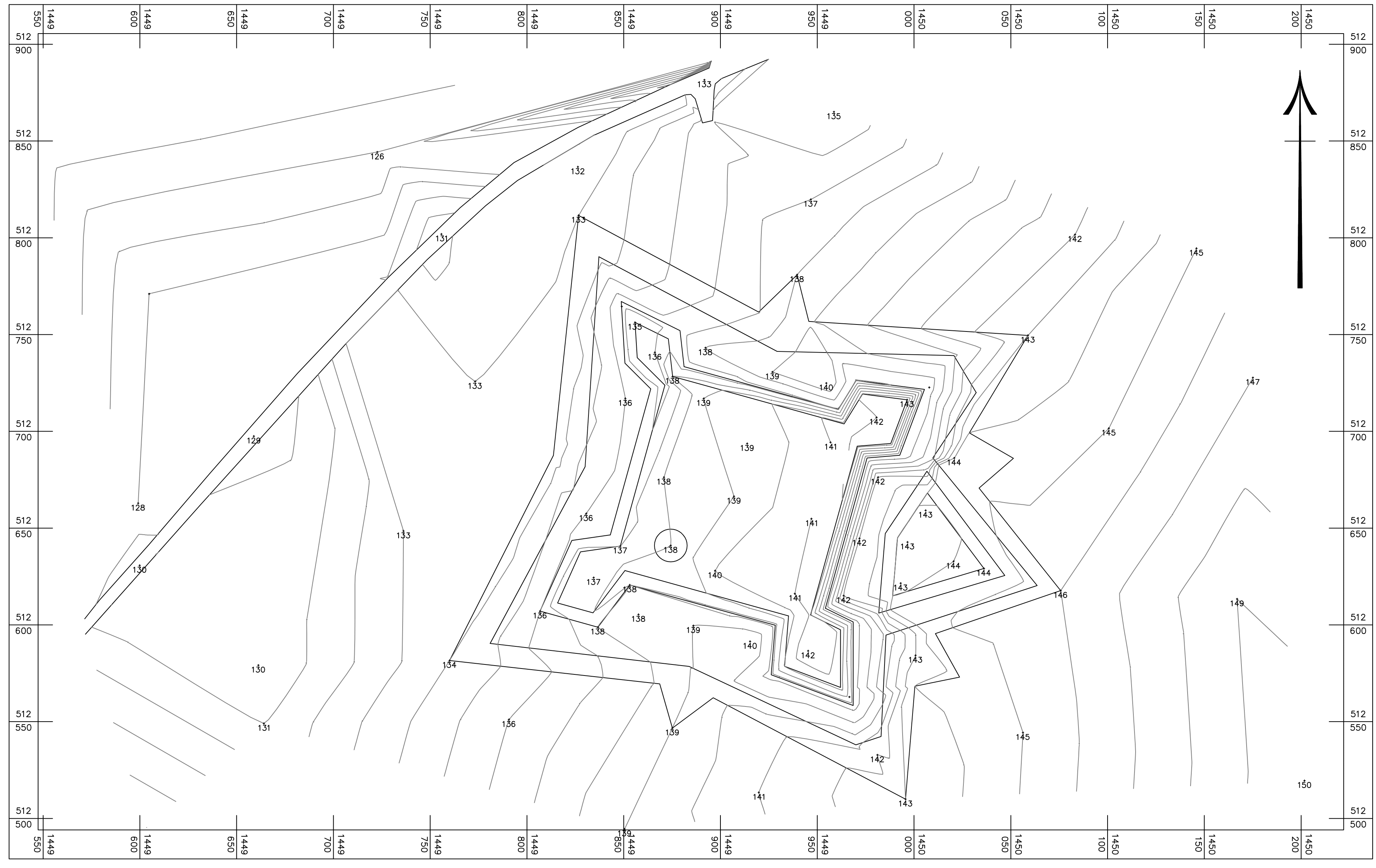
Карта крепости Кондурча, масштаб 1:1500

В Крепость-Кондурче располагался объект культурного наследия «Колокольня (близ валов крепости)» построенный в XVIII в. В рамках проведённой государственной историко-культурной экспертизы 24 августа 2020 года было рекомендовано Управлению государственной охраны объектов культурного наследия Самарской области исключить выявленный объект культурного наследия в связи с утратой на 100 %.

## Религия

### Культовое сооружение
В 1826 году построена каменная церковь в замен сгоревшей в 1811 году. В 1874 году при церкви открылась школа грамотности, а через год она преобразовалась в земскую школу. В 1892 году земская школа грамоты преобразована в церковно-приходскую школу и для неё было построено отдельное здание. В 1931 году белокаменную церковь с приделами из красного кирпича с двух сторон и шестью колоколами разрушили местные жители.

### Кладбище
Находится на юго-востоке и в 480 метрах от населенного пункта, площадь 0.45 га.

## Известные уроженцы
- Участник Великой Отечественной войны, Герой Советского Союза, Попов Михаил Романович (1925—1947).
- Капитан Советской Армии, участник Великой Отечественной войны, Герой Советского Союза, Бочкарёв Пётр Васильевич (1917—1982).
- Минералог, доктор геолого-минералогических наук, основоположник термобарогеохимии, первооткрыватель месторождений Ермаков, Николай Порфирьевич (1913—1993).